# 1768 Appenzella
Appenzella (asteróide 1768) é um asteróide da cintura principal com um diâmetro de 20,86 quilómetros, a 2,0139981 UA. Possui uma excentricidade de 0,1785635 e um período orbital de 1 402,25 dias (3,84 anos).
Appenzella tem uma velocidade orbital média de 19,0217396 km/s e uma inclinação de 3,2641º.
Esse asteróide foi descoberto em 23 de Setembro de 1965 por Paul Wild.